# چنگ (نت)

نُتِ چنگ

نُتِ چنگ (به انگلیسی: eighth note) نُتی است که از نظر کشش زمانی نصفِ نُتِ سیاه و دوبرابرِ دولاچنگ است.